# Landssammenslutningen af Handelsskoleelever
 Der er for få eller ingen kildehenvisninger i denne artikel, hvilket er et problem. Du kan hjælpe ved at angive troværdige kilder til de påstande, som fremføres i artiklen.

Landssammenslutningen af Handelsskoleelever (LH) er en interesse- og elevorganisation, som blev dannet i 1979 af de danske elever på HHX og de merkantile erhvervsuddannelser efter Fællesrådet for Handelsskoleelevers konkurs i 1979. Til dagligt understøtter LH dets medlemsskoler i deres arbejde samt varetager deres medlemmers politiske interesse.
Foreningen har som formål at varetage handelsskoleelevernes interesser både politisk, økonomisk og socialt. Siden 1979 har foreningen haft kollektivt medlemskab, hvilket betyder, at elevrådet på den pågældende handelsskole melder sig ind på vegne af skolens elever. Ved medlemskab opnår skolens elever desuden adgang til de forskellige medlemsfordele.
Gennem årene har foreningen arbejdet med mange forskellige projekter, fra "projekt skoleidræt" og SU-kampagner til praktikpladskampagner.
Derudover har LH også fem regionssammenslutninger, der har til formål at repræsentere foreningen i Danmarks regioner og skabe regional aktivitet, både af kampagnemæssig, politisk og social karakter. Således er sammenslutningerne benævnt Nord, Midt, Syd, Sjælland og Hovedstaden. Regionerne har til opgave af understøtte deres medlemsskoler, herunder fælleselevrådsmøder, hvor elevrådene i regionen kan erfaringsudveksle.
Økonomien er baseret på kontingent fra medlemsskoler, tilskud og fundraising. I stil med mange andre foreninger i Danmark modtager man tipsmidler, som udgør den største indtægtskilde.
Hvert år arrangeres, kurser, konferencer og kampagner for elevråd og elever. Der bliver i efteråret afholdt medlemskonference, som er foreningens næstøverste myndighed. Generalforsamlingen, som er foreningens øverste myndighed, afholdes i foråret.
LH er medlem af Dansk Ungdoms Fællesråd. LH købte sammen de andre elevorganisationer DGS, EEO og DSE en ejendom på Vibevej 31 i København, som blev til Elevbevægelsens Hus. Her boede LH på samme etage med EEO, indtil DSE valgte at fraflytte i 2015, hvor LH købte EEO's andel. I dag har de sekretariat i Elevbevægelsens Hus i København, sammen med DGS og EEO, hvor LH bor på 2. sal.

## Historie

### FFH og kravet på demokrati (1963 til 1979)
FFH (Fællesrådet for Handelsskoleelever) blev dannet i 1963 på baggrund af unges opråb på elevdemokrati i løbet af 60'erne. Her blev FFH skiftet for at skulle repræsenterer landets merkantile elever på HH og EFG. Undervisningsmaterialet i 70'erne var gratis for elever på ungdomsuddannelserne. Dog skulle de merkantile elever betale 1.200 kr. årligt for deres bøger. Dette synes FFH var uretfærdigt, hvorfor de fra 1973 begyndte at lave en kampagne for at sikre deres elever ikke skulle betale, lige som det var praksis på de andre ungdomsuddannelser. Dette blev gennemført d. 18. juni 1975.

### LH's tilblivelse
Den tidligere elevorganisation på handelsskoleområdet FFH, var for lidt over et halvt år tidligere gået konkurs med et underskud på ca. 40.000kr. Den daværende FFH bestyrelses så straks faren i at handelsskolen kunne komme til at ligge brak i organisationsmæssig henseende. Faren der bestod i at andre organisationer f.eks. partipolitiske ungdomsorganisationer skulle integrere sig i elevråds forholdene på skolerne. Den daværende FFH bestyrelse mente ikke at elevrådsarbejdet på handelsskolerne skulle gøres til en partipolitisk slagmark, men som hidtil tage udgangspunkt i elevernes behov og ikke i politiske ideologier. Dertil behøvedes en stor og stærk organisation. Den måtte være så stor at den havde plads til alle, og så stærk at den kunne skabe resultater.
Netop det sidste, det med styrken, krævede et betydeligt højere aktivitetsniveau end det man kendte fra FFH. Aktiviteter koster som bekendt penge, og for at den nye organisation ikke skulle havne i en ny FFH-fallit, måtte organisationens økonomiske fundament styrkes betydeligt, og sikres på længere sigt.
Den gamle FFH-bestyrelse ansøgte herpå forskellige organisationer om tilskud til oprettelse og drift af en sådan elevorganisation. Blandt de ansøgte organisationer svarede en positivt. Det var Handels- & Kontorfunktionærernes forbund (HK), som igennem en årrække havde haft et vis samarbejde med FFH og elevrådene lokalt.
HK besluttede at yde et etableringstilskud i en 2-årig forsøgsperiode. Herefter kunne organisationen flyttede ind i nye lokaler, ansætte personale og forberede sin stiftelse ved at indkaldte repræsentanter fra elle elevråd på handelsskolerne i Danmark. På dette møde i november 1979, hvor 100 delegeret og observatører var tilstede, valgte LH's første bestyrelse og de første politikker for den nye organisation så dagens lys.

### 2000'erne
Handelsskolernes økonomi har altid været bagud sammenlignet med STX. For at gøre politikerne opmærksomme på denne problemstilling gik de danske handelsskoleelever i strejke tirsdag d. 11. september 2001 og holdt en række arrangementer landet over.[kilde mangler]
Blandt andet demonstrerede næsten 10.000 handelsskoleelever fra cirka 35 skoler fra hele landet på Christiansborg Slotsplads, hvor blandt andet Brian Mikkelsen fra Det Konservative Folkeparti talte. Også formændene fra DSU og VU talte, sammen med en lang række repræsentanter fra handelsskoler rundt om i landet. Den danske presse var også mødt talstærkt op, og den daværende formand, Dan, skulle blandt andet have været i Deadline om aftenen, indtil terrorangrebene i USA den dag intræf og overtog medieopmærksomheden i nogle dage. Hermed løb den største demonstration i LH's historie ud i sandet.[kilde mangler]
I 2006 lavede elever på Niels Brock strejke for at forbedre de økonomiske forhold på handelsskolerne. Dengang fik handelseleverne 23.796 kr. mindre pr. år pr. elev end gymnasieeleverne. LH opfordrede ikke til strejke, da de ønskede at tage debatten og finde en løsning på anden vis og opretholde sin politiske integritet. Dette afholdt ikke visse skoler fra at gennemføre strejker, hvor 400 elever på Fredericia-Middelfart Handelsskole og Roskilde Handelsskole blev væk fra undervisningen for at råbe LH op. På denne baggrund lovede daværende undervisningsminister Bertel Haarder forbedringer, hvis der var penge til det; dette blev mødt med tilfredshed af LH og handelsskolernes lederorganisation HFI.

## Handelseleven og andre tidsskrifter
Gennem tiden har LH haft et medlemsblad og andre tidsskrifter. Særligt Handelseleven, som har været LH's medlemsblad, har været central. Her var en fast debatsektor, politiske opdatering samt rapporterer. Bladet blev udgivet en gang om måneden.
Blå Mandag var en ugentlig A4-side, som blev sendt ud til alle skoler med FAX. Her kom en opdatering på, hvad der rørte sig i det politiske landsskab, samt hvad LH har lavet den seneste uge.

## LH's venner
LH's Venner blev stiftet i den 10. november 1990 som en støtteforening til LH og har siden fungeret som sådan. Sidenhen har de bl.a. stået for at lave mad til LH's arrangementer og sikre, at billeder fra arrangementer blev taget og lagt op.
Forenings formål er:
- at støtte tiltag til fremme af de merkantile uddannelser i Danmark.

- at være samlingsted for unge med interesse for handel

- at sikre gennemførsel af sociale og kulturelle arrangementer for medlemmerne

LH's Venner er både en social og faglig forening, der dog har mest vægt på det sociale i at holde kontakte mellem tidligere handelsskoleelever, med interesse for uddannelsespolitik og LH. Foreningen er simpelt bygget op med et årligt Konvent i maj, som vælger en bestyrelse og kårer et præsidium. Præsidiet styrer foreningen til dagligt, som består af en Præsident, en vicepræsident, en indtægtsadministrator og en organistionssekretær. Mellem konventerne har LH's Venner nogle klubber, som sørger for løbende aktiviteter. Der er alt fra Bowlingklub, Bankoklub til Petanqueklub, Trivia-klub med flere.

## LH'er, som blev kendte
- Mark Stokholm, TV-vært og journalist
- Kira Marie Peter-Hansen, europaparlamentariker
- Peter Juel-Jensen folketingsmedlem for Venstre
- Kim Simonsen, forhenværende forbundsformand for HK Danmark[9]
- Johnny Tang, tidl. DUF-formand (dec. 1993 - dec. 1995)
- Winnie Berndtson, tidl. miljøborgmester i Københavns Kommune
- Jens Christiansen, særlig rådgiver i Transport- og Boligministeriet[10]

## Formandsrækken
- November 1979 – marts 1980: Lea Herdal
- Marts 1980 – december 1980: Jan Erik Rasmussen
- December 1980 – oktober 1982: Steen Eriksen
- Oktober 1982 – oktober 1983: Gitte Krogh
- Oktober 1983 – oktober 1984: Anders Grønbæk
- Oktober 1984 – oktober 1985: Jens Christiansen
- Oktober 1985 – oktober 1986: Winnie Berndtson
- Oktober 1986 – oktober 1987: Jan Birk
- Oktober 1987 – oktober 1988: Flemming Larsen
- Oktober 1988 – juni 1989: Ronald Kofoed Rasmussen
- Juni 1989 – oktober 1989: Catrine Leth-Jørgensen
- Oktober 1989 – oktober 1990: Johnny Tang
- Oktober 1990 – oktober 1991: Nicolaj S. Lindtner
- Oktober 1991 – november 1992: Jacob Tietge
- November 1992 – juni 1993: Michael H. Pedersen
- Juni 1993 – november 1993: Mark Stokholm
- November 1993 – november 1994: Lisbeth Lund
- November 1994 – november 1995: Malene Mikkelsen
- November 1995 – august 1996: Lisa Johansen
- August 1996 – november 1996: Jesper Kjær Hansen
- November 1996 – marts 1997: Johnny Hvad
- Marts 1997 – november 1997: Søren Kongebro
- November 1997 – november 1999: Ditte Svensson
- November 1999 – november 2000: Britt K. Nielsen
- November 2000 – november 2002: Dan Holt Jensen
- November 2002 – november 2003: Matias Nørvig
- November 2003 – marts 2004: Jeanette Pedersen
- Marts 2004 – august 2004: Kenneth Skovgaard
- August 2004 – november 2006: Anders Friis-Hansen
- November 2006 – marts 2008: Thomas Gloy
- Marts 2008 – september 2008: Lisa Luk
- September 2008 – november 2008: Rene Nyborg
- November 2008 – marts 2009: Jannick Friis Christensen
- Marts 2009 – marts 2010: Mathilde Gade Petersen
- Marts 2010 – april 2011: Frederik Skytte Wielsøe
- April 2011 – april 2012: Sara Tatiana Schwartz Thomsen
- April 2012 – april 2014: Zacharias Polonius
- April 2014 – februar 2015: Trine Simmel
- Februar 2015 – juli 2016: Steffen Krogsgaard Andersen
- Juli 2016 – juli 2017: Jonas Thisted
- Juli 2017 – august 2017: Nikita Kofoed-Dam
- August 2017 – juli 2019: Sarah Siddique
- Juli 2019 – juli 2021: Oliver Asmund Bornemann
- Juli 2021 – juli 2022: Maria Blenstrup
- Juli 2022 – juli 2023: Oliver Gabrielsen
- Juli 2023 - juli 2024: Lucas Westphal
- Juli 2024 - juli 2025: Jakob Holm
- Juli 2025 - nu: Karoline Ulfkjær

## Oversigt over forretningsudvalg og andre landsvalgte
| Årstal    | Formand                     | Politisk næstformand (Næstformand) | Organisatorisk næstformand | Politisk Forretninsudvalgsmedlem | Organisatorisk Forretninsudvalgsmedlem | HHX Forretninsudvalgsmedlem | EUD/EUX Forretninsudvalgsmedlem    |
| --------- | --------------------------- | ---------------------------------- | -------------------------- | -------------------------------- | -------------------------------------- | --------------------------- | ---------------------------------- |
| 2025/2026 | Karoline Ulfkjær            | Andreas Thorsager                  | Nanna Jørgensen            | Elias Hagedorn                   | Tomas Frederiksen                      | Frederik Eich               | Jannik Wrang                       |
| 2024/25   | Jakob Holm                  | Noah Busk Jessen                   | Karoline Ulfkjær           | Laura Czech                      | Tomas Frederiksen                      | Andreas Trosborg            | Iben Hansen Byberg                 |
| 2023/24   | Lucas Westphal              | Andreas Ryun Drasbek               | Django Denman              | Elma Sofie Stenstrup (Fie)       | Jakob Holm                             | Malthe Beltoft              | Laura Barrett Olesen               |
| 2022/23   | Oliver Gabrielsen           | Kevin Kristensen                   | Jacqueline Snerling        | Sigurd Gammelgaard               | Jakob Holm                             | Malthe Beltoft              | Laura Barrett Olesen Oscar Faaborg |
| 2021/22   | Maria Blenstrup             | Oliver Gabrielsen                  |                            | Frederik H. Nygaard              | Jacqueline Snerling                    | Bodil Nedergaard            | -                                  |
| 2020/21   | Oliver Asmund Bornemann     | Nicolai Tange Kristensen           |                            | Muhammad Alyassiri               | Vakant                                 | Anton Meier Ebsen Jørgensen | -                                  |
| 2019/20   | Oliver Asmund Bornemann     | Asmund Carit Christensen           |                            | Amalie Höilund Johansen          | Victoriat Grøn Uhrenfeld               | Luna Åris                   | -                                  |
| 2018/19   | Sarah Siddique              | Jonas Robbested                    |                            | Oliver Bornemann                 | Sofie Gade                             | Luna Åris                   | Mads Rundstrøm                     |
| 2017/18   | Sarah Siddique              | Carl Morgenstjerne                 | Nicolai Bamberg Rasmussen  | Simone Emilie Kofoed Olssen      | Mads Rundstrøm                         | Line Lykke Sørensen         | ?                                  |
| 2017      | Nikita Kofoed-Dam           | Sarah Siddique                     | Nicolai Bamberg Rasmussen  | Simone Emilie Kofoed Olssen      | Mads Rundstrøm                         | Line Lykke Sørensen         | Carl Morgenstjerne                 |
| 2016/17   | Jonas Thisted               | Kasper Thor Lindquist              | Rikke Kofoed               | Sarah Siddique                   | Julie Ulstrup                          | Steffen Larsen              | -                                  |
| 2015/16   | Steffen Krogsgaard Andersen | Sally Morks                        | Jonas Thisted              | Burak Ulucan                     | Kira Marie Peter-Hansen                | Mads Enevoldsen             | -                                  |
| 2015      | Steffen Krogsgaard Andersen | Sally Morks                        | -                          | Michael                          | Jonas Thisted                          | Mike                        | -                                  |
| 2014/15   | Trine Simmel                | Steffen Krogsgaard Andersen        | -                          | Sally Morks                      | Jonas Thisted                          | Mike                        | -                                  |
| 2013/14   | Zacharias Polonius          | Nicolai Arentzen                   | -                          | Mads Ravn                        | Jamilla Erisksen                       | Steffen Andersen            | -                                  |
| 2012/13   | Zacharias Polonius          | Anders Kaas Thuesen                | -                          | Camilla Jacobsen                 | Laura Kristensen                       | Silas Marker                | -                                  |